# 콘스탄티노스 스테파노풀로스
콘스타티노스 스테파노풀로스(그리스어: Κωνσταντίνος Στεφανόπουλος, 문화어: 꼰스딴띠노스 스떼파노뿔로스, 1926년 8월 15일 ~ 2016년 11월 20일)는 그리스의 보수당 정치인이다. 1995년부터 2005년까지 제6대 그리스 대통령을 역임하였다.

## 생애

### 젊은 시절과 정계 입문
1926년 8월 15일 그리스 파트라스에서 태어났다. 아버지는 전 변호사이자 인민당 국회의원인 디미트리오스 스테파노풀로스였으며 어머니는 브리시스 필로풀로우였다. 파트라스의 성 안드레 학교를 졸업한 그는 아테네 대학교에 진학하였다. 이후 1954년부터 1974년까지 파트라스 변호사협회의 일원으로서 법무를 맡았다.
정계에는 1958년 총선에서 국가근본동맹 후보로 출마한 것이 처음이었으며, 1964년 총선에서 당선되어
아카에아 현을 지역구로 하는 국회의원이 되었다. 이후 신민주주의당으로 당적을 옮기고 1974년, 1977년, 1981년, 1985년 총선에서 연속으로 당선되었다. 1981년부터 1985년까지는 신민주주의당 정무차관과 원내대변인을 맡기도 하였다.
1974년 스테파노풀로스는 콘스탄틴 카라만리스 내각의 상공부차관으로 임명되었다. 이후 7년간 신민주주의당 정권에서 여러 장관직을 역임하였는데 차례로 내무부장관 (1974년 11월~1976년 9월), 사회복지장관 (1976년 9월~1977년 11월), 대통령실 장관 (1977년~1981년)을 맡았다. 1985년 8월에는 신민주주의당을 탈당하고 같은해 9월 6일 민주부흥당을 창당하였다. 민주부흥당 대표에 취힘한 그는 1989년 총선에서 아테네 지역구 후보로 출마하여 당선되었고 1994년 6월 당이 해체될 때까지 대표직에 있었다.

### 대통령 재임
스테파노풀로스는 보수진영 정당 정치의 봄으로부터 추천받고 여당인 범그리스 사회주의 운동으로부터 지지를 받으며 1995년 3월 8일 대통령 선거 후보로 나섰으며, 3차 투표에서 총 181표의 득표로 그리스의 대통령에 당선되었다. 1974년 메타폴리테프시 이래 다섯 번째 대통령이었다. 2000년 2월 8일에 시행된 대통령 선거에서는 전체 의원수 298인 중 269인이라는 압도적 지지를 받아 1차 투표 만에 재선에 성공하였다. 2004년 8월 13일에는 2004년 아테네 올림픽의 개최국 수장으로서 대회의 공식 개막을 선언하였다. 이후 2005년 3월 2일까지 재임하였으며 카롤로스 파풀리아스가 후임 대통령이 되었다.
대통령 재임 시 그는 국내외 문제의 접근방식을 통일시키면서 절제된 자세를 갖추었으며 온화한 성격으로 널리 알려졌다. 재임 기간 동안에는 그리스에서 가장 인기있는 유명인사로 줄곧 거론되어 왔다.
2016년 11월 20일 오후 11시 18분, 아테네의 헨리 듀넌트 병원에서 90세의 나이로 숨졌다. 3일 전 열 증상과 호흡곤란으로 병원에 입원했던 것이 폐렴으로 번진 것이 사인으로 알려졌다.

## 가족
스테파노풀로스는 체니 스투노풀루와 결혼하여 29년간 살다가 1988년 사별하였다. 두 사람 사이에는 자녀 셋을 둔 것으로 알려져 있다.

## 수훈
스테파노풀로스 대통령에게 수여된 해외 훈장은 다음과 같다. 이들 외에도 그리스 내 여러 도시의 명예시민으로 임명된 적이 있다.
- 폴란드 : 백독수리 훈장 (1996년)
- 크로아티아 : 토미슬라브 대훈장 ("크로아티아와 그리스 공화국 간의 우호 관계 및 상호 협력 증진에 크게 기여" – 1998년 12월 3일)
- 슬로베니아 : 자유 금훈장 (1999년).[7]
- 슬로바키아 : 백쌍십자훈장 최고훈장 (2000년)[8]
- 이탈리아 : 이탈리아 공화국 공로훈장 최고훈장 (2001년 1월 23일)
- 룩셈부르크 : 나사우 가의 황금사자훈장[9]
- 아이슬란드 : 팔콘 훈장 최고훈장 (2001년 9월 18일)[10]
- 노르웨이 : 성 올라브 훈장 최고훈장 (2004년)
- 에스토니아 : 테라 마리아나 십자훈장
- 라트비아 : 삼성훈장 1급
- 스웨덴 : 세라핌 왕실훈장
- 루마니아 : 루마니아 최고훈장
- 알바니아 : 알바니아 국빈 방문 시 티라나 시 열쇠의 복제품을 수여받음.[11]

## 역대 선거 결과
| 선거명      | 직책명          | 대수 | 정당   | 득표율 | 득표수 | 결과 | 당락 |
| ----------- | --------------- | ---- | ------ | ------ | ------ | ---- | ---- |
| 1995년 선거 | 그리스의 대통령 | 6대  | 무소속 | 60.33% | 181표  | 1위  |      |
| 2000년 선거 | 그리스의 대통령 | 6대  | 무소속 | 90.27% | 269표  | 1위  |      |